# 宋果 (明朝)
宋果（？—？），號衡星，山东登州府莱陽縣人，明末政治人物。

## 生平
其性朴素，时尚声气，联宗谱，宋果岸然不屑，守其孤介。萬曆四十三年（1615年）乙卯科山东乡试举人，天啓甲子、乙丑间，拜魏忠贤为义子之风盛行，宋果但守程朱家言，人皆笑之，然亦登天啓五年（1625年）乙丑科進士。初授陕西富平县知县，富平厚实，令岁例数万金，宋果择里长司解藩台，有催檄下邑，但押一牒付里长，明示里人每两付几厘毫充羡需，无一金入邑藏，庭不闻追比之声，野不见追呼之吏，浑如太古。當地民俗健讼，喜破人财产，宋果一以和事谕遣之，人到官不损一钱。為官三年，民习其教，愧于质成，幾至刑措。治声隆起，行取考最，而卒以空囊改南京礼部。宋果归卧疾，亲姻往视，见公卧草榻上，旧裳布被，有寒素所不堪者，而赉志以没。无子。